# 水澗英紀
水澗 英紀 (みずま ひでき、1961年 - ) は、トヨタ自動車株式会社の技術者。トヨタ車体常務役員。

## 経歴・人物
石川県出身。横浜国立大学工学部卒業後、1985年トヨタ自動車に入社。入社後は主に実験部にて車両の機器、強度等の評価を担当し、車両の実験部信頼性実験室長を経て製品企画本部へ異動。製品企画では2代目、3代目のノア、ヴォクシーやエスクァイアでチーフエンジニアを経験。また、エスティマ、アイシス、ウイッシュ等も手掛けた国内ミニバンの第一人者でもある。2017年トヨタ車体常務役員・ＺＨ・第１ボデー設計部・第１電子設計部・第１車両性能開発部担当。